# Muglmühle
Die Muglmühle ist eine Einöde im oberpfälzischen Landkreis Tirschenreuth.

## Geografie
Die Muglmühle liegt im Oberpfälzer Wald, nahe der Grenze zur Tschechischen Republik. Die Einöde ist ein Gemeindeteil der Marktgemeinde Bad Neualbenreuth und liegt 12 Kilometer nordöstlich der Stadt Tirschenreuth sowie einen Kilometer südwestlich des Dorfes Altmugl. Das Bestimmungswort des Ortsnamens geht auf den Muglbach zurück, der direkt an der Muglmühle vorbeifließt.

## Geschichte
Das bayerische Urkataster zeigt die Muglmühle in den 1810er Jahren als einen abgelegenen Vierseithof, zu dem ein größeres und ein kleineres Nebengebäude gehörten. Die Mühle trug damals schon die Hausnummer 15, was sie als einen Teil von Altmugl ausweist.
Vom Mittelalter bis kurz nach der Mitte des 19. Jahrhunderts gehörte die Muglmühle zur Fraisch oder Frais, einem Gebiet, das der gemeinsamen Gerichtsbarkeit der Stadt Eger und des Stiftes Waldsassen unterstand. Die zu Altmugl zählende Einöde gehörte zu den „ungemengten“ Ortschaften, was bedeutete, dass dort ausschließlich Untertanen des Stiftes Waldsassen lebten. Das Gebiet der Albenreuther Fraisch überdauerte die Säkularisation in Bayern, die Rechtsnachfolge des Stiftes Waldsassen trat dabei das Königreich Bayern an. Erst als das Königreich und das Kaisertum Österreich 1862 den Wiener Vertrag abschlossen, endete die Existenz dieses Kondominiums. Seit dem 19. Jahrhundert bildet die Muglmühle einen Gemeindeteil der Gemeinde Neualbenreuth. Im Jahr 1987 lebten sieben Einwohner in der Einöde. Der Mühlenbetrieb wurde mittlerweile aufgegeben.

## Baudenkmal in der Muglmühle
- Liste der Baudenkmäler in der Muglmühle